# Platinovec
Platinovec – wieś w Słowenii, w gminie Šmarje pri Jelšah. W 2018 roku liczyła 100 mieszkańców.